# Grankulla IFK
Le Grankulla IFK est un club omnisports finlandais, basé à Kauniainen. Créé en 1925, le club possède notamment des sections de floorball, de football, de handball, de hockey sur glace et de ski alpin.

## Palmarès
Section handball
- Championnat de Finlande (1): 1999